# Elefantfodkaktus
Elefantfodkaktus (Lophophora williamsii) er en kaktus, der indeholder hallucinogenet meskalin.
- Peyote knopper

| Botanik | Spire Denne botanikartikel er en spire som bør udbygges. Du er velkommen til at hjælpe Wikipedia ved at udvide den. |